# PERFECT SPORT
PERFECT SPORT（ぱーふぇくとすぽると、パーフェクトスポルト）は、フジテレビ系列で、2003年4月から日曜日の深夜に放送されているスポーツ中継の総称である。

## 概要
放送開始当初は、スポーツニュースの「すぽると!」とスポーツ中継（F1グランプリなど）のコンプレックス枠になっていた（ただし、スポーツ中継がない週は「すぽると!」のみ放送された）。
2003年3月まで、日曜日のスポーツニュースは「EZ!TV」のワンコーナー「EZ!すぽると!」として放送されていたが、スポーツ中継の都合により、同番組の短縮のためコーナーが大幅に縮小したり、放送休止のためスポーツ中継の後に独立番組の「すぽると!」として放送されたりするなど、不安定な状況が続いていた。そのため、「EZ!TV」の放送時間の見直しに伴ってスポーツニュースが分離され、スポーツ中継と合体することとなった。
2007年4月15日からは「サンパラ」の放送開始により「すぽると!」とスポーツ中継が再び分離され、現在では日曜深夜のスポーツ中継の総称となっている。

## 出演者
ここでは「すぽると!」パートのキャスターを記す。
- 2003年4月 - 2004年3月：渡辺和洋、相沢礼子
- 2004年4月 - 2005年3月：渡辺和洋、中村仁美
- 2005年4月 - 2006年9月：高樹千佳子
- 2006年10月 - 2007年4月：本田朋子（後番組の「すぽると!」にも2008年3月まで出演）